# La fausse suivante
La fausse suivante (traducida como La falsa confidente o La doncella falsa) es una película francesa dirigida por Benoît Jacquot, estrenada en 2000. Es una adaptación del drama homónimo de Marivaux.

## Reparto
- Isabelle Huppert: la condesa.
- Sandrine Kiberlain: el caballero.
- Pierre Arditi: Trivelin.
- Mathieu Amalric: Lélio.
- Alexandre Soulié: Arlequin.
- Philippe Vieux: Frontin.